# 돈 리핀콧
도널드 피시언 "돈" 리핀콧(영어: Donald Fithian "Don" Lippincott, 1893년 11월 16일 ~ 1963년 1월 9일)은 미국의 육상 단거리 선수였으며, 스웨덴 스톡홀름에서 열린 1912년 하계 올림픽 육상에 미국 대표로 출전하여 200m에서 은메달, 100m 동메달을 땄다.

## 어린 시절
리핀콧은 필라델피아의 부유한 가정의 자손이었다. 펜실베이니아 대학교에 입학하기 전에 그는 성공회 학원의 제자였다.

## 학생 생활
리핀콧은 펜실베이니아 대학교의 성공적인 학생이었다. 1913년에 그는 100 야드에서 9.6초의 세계 기록과 220 야드에서 랠프 크레이그의 기록 21.2초를 동일시켰다. 1915년에는 세계 기록 3분 18.0초를 세운 대학의 1760 야드 릴레이 팀의 일원이었다.
또한 440 야드에서 48.0초의 기록을 세웠고, 이 기록이 의심을 두었어도 그는 이 거리에서 의심없이 재능있는 선수였다. 대학 시절에 리핀콧은 당시 대학 육상에서 지배적인 권력이었던 대학 달리기 팀의 일원이었으며, 1910~13년 기간에 4년 동안 3회의 전국 대학 아마추어 육상 협회 타이틀을 우승하였다. 그 팀은 전설적인 마이크 머피가 코치를 맡았다.
1915년 경제학 학위와 함께 졸업하였다.

## 1912년 하계 올림픽
리핀콧은 스톡홀름 올림픽 100m의 16번째 예선에서 세계 기록을 세웠다. 리하르트 라우가 당시 비공식적 세계 최고 기록 10.5초를 보유하는 데 숙고되었으나 똑바로 비준되지 않았다. 이 기록은 사실 0.2초의 증가한 하루 기록 시간으로서 10.5분의 3초로 인용되었다.
100m 결승전에서 리핀콧과 우승자 랠프 크레이그가 트랙의 전부 길이를 달리도록 이끄는 데 하나였던 7번의 잘못된 시작이 일어났다. 시작에서 자신의 긴장을 풀으는 데 리핀콧은 아직도 가족의 소유인 코르크를 눌렀다. 경주가 진행될 때에 크레이그, 리핀콧과 앨바 마이어가 비겨있던 남아프리카 연방의 조지 패칭이 선두로 달렸다. 그러고나서 크레이그는 앞장섰으나 누가 이겼는지 관중들이 알 수 없었고 총괄적인 완료였다. 그래서 크레이그가 1위, 마이어가 2위, 리핀콧이 3위로 심판들이 결승전 결과를 공고하게 되었다.
200m 결승전에서 크레이그는 금메달을 위한 휴식에 너무 강하였으나, 리핀콧은 강한 2위를 하였다.

## 이후의 생활
1915년 대학 졸업 후에 리핀콧은 해군 중위로서 제1차 세계 대전에 근무하였다. 전쟁이 끝나자, 필라델피아에서 은행 업무에 들어가 결국 중개인이 되었다. 처음에는 새뮤얼 매크리어리 주식회사에서, 후에 메릴린치에 근무하였다.
69세의 나이로 사망하였다.